# Brian Kendrick
Brian David Kendrick (n. 29 mai 1979, Fairfax, Virginia, SUA), este un wrestler profesionist american cu numele "Brian Kendrick" pentru compania profesionista de wrestling WWE la Raw.
Cu toate acestea, este, de asemenea, cunoscut în compania Total Nonstop Action Wrestling (TNA) unde a luptat sub numele lui real.

## În Wrestling
- Manevre de final
  - Bully Choke[1]/Captain's Hook[2] (Bridging reverse chinlock, uneori trecut de la un inverted headlock takeover)[3] – 2016–prezent
  - Cobra clutch with bodyscissors[4][5] – 2010
  - Sliced Bread #2 (Circuit independent/WWE/TNA) The Kendrick[6][7][8] (WWE) (Shiranui)

## Campionate și realizări
- Total Nonstop Action Wrestling
  - TNA X Division Championship (1 data)

- World Wrestling Entertainment
  - World Tag Team Championship (1 data) – cu Paul London[9]
  - WWE Tag Team Championship (1 data) – cu Paul London[10]
  - WWE Cruiserweight Championship (1 data)